# John Goto
John Glithero (11. února 1949 – 2. srpna 2023), známý jako John Goto, byl britský umělecký fotograf. Jeho práce se zabývá řadou historických, kulturních a společensko-politických tematických oblastí, přičemž často používá satirický přístup.

## Životopis
John Glithero se narodil ve Stockportu 11. února 1949. Jako umělec přijal jméno John Goto. Jeho první samostatná výstava Goto, Photographs 1971–81, se konala v The Photographer's Gallery v Londýně v roce 1981. Mezi další samostatné výstavy patří Terezin v Raab Gallery v Berlíně v roce 1988; The Scar, Manchester City Museum and Art Gallery, 1993; Komisař vesmíru, Moderní umění, Oxford, 1998; Loss of Face, Tate Britain, Londýn, 2002; High Summer, Britská akademie, Londýn, 2005 a Dreams of Jelly Roll, Freudovo muzeum, Londýn, 2012.
Goto byl rezidentním umělcem na Kettle's Yard, University of Cambridge, 1988–9.
Mezi Gotovy knihy patří Ukadia publikovaná souběžně se samostatnou výstavou v Djanogly Art Gallery v Nottinghamu, 2003, a Lovers' Rock, což je série portrétů mladých britských Afro-Karibeanů vytvořených umělcem v roce 1977.
V roce 2007 uvedl Telegraph Gota jako jednoho ze 100 nejlepších žijících géniů.
Goto zemřel 2. srpna 2023 ve věku 74 let.